# (6144) Kondojiro
(6144) Kondojiro es un asteroide perteneciente al cinturón de asteroides, región del sistema solar que se encuentra entre las órbitas de Marte y Júpiter, descubierto el 14 de marzo de 1994 por Kin Endate y el también astrónomo Kazuro Watanabe desde el Observatorio de Kitami, Hokkaidō, Japón.

## Designación y nombre
Designado provisionalmente como 1994 EQ3. Fue nombrado Kondojiro en homenaje a Jiro Kondo, astrónomo aficionado, se fue a Siberia para observar la lluvia de meteoritos Draconidas en 1972. Un egiptólogo profesional desde 1976, ha excavado varios sitios arqueológicos. También estudia la historia de la astronomía egipcia antigua. Es profesor en la Universidad de Waseda.

## Características orbitales
Kondojiro está situado a una distancia media del Sol de 4,761 ua, pudiendo alejarse hasta 6,482 ua y acercarse hasta 3,039 ua. Su excentricidad es 0,361 y la inclinación orbital 5,883 grados. Emplea 3794,89 días en completar una órbita alrededor del Sol.

## Características físicas
La magnitud absoluta de Kondojiro es 11,6. Tiene 32,492 km de diámetro y su albedo se estima en 0,042. 